# Lamsongkram Chuwattana
Lamsongkram Chuwattana, född den 12 december 1983, är en professionell thailändsk kickboxare i mellanvikt.

## Titlar
- 2010 WMC World Middleweight champion
- 2007-2009 WBC World Middleweight champion
- 2006 WBC Middleweight Interim World Title
- 2005 Rajadamnern Stadium Middleweight champion
- 2005 WMC/S1 Kings Cup Middleweight Tournament champion